# Anna Suurna
Anna Ewa Suurna z domu Rudnicka (ur. 18 grudnia 1947 w Gardnie Wielkiej) – zamieszkała w Szwecji polska działaczka społeczna, przedsiębiorczyni, nauczycielka i tłumaczka, laureatka nagrody za najlepszą promocję Polski za granicą.
Wyemigrowała w latach 70. do Szwecji. Od lat 80. organizuje w tym kraju „Dni Polskie”, festiwale i „Cepeliady”. W 1998 roku stała się właścicielem Dworu w Surahammar – oficjalna nazwa posiadłości to „Surahammars Herrgård”. Po generalnym remoncie w dworze obecnie znajduje się centrum hotelowo-konferencyjne.
Współautorka „Ilustrowanego słownika języka polskiego dla dzieci”, opublikowanego kilkakrotnie w latach 1988–1992 przez Wydawnictwa Szkolne i Pedagogiczne.
W 2001 odznaczona Krzyżem Kawalerskim Orderu Zasługi Rzeczypospolitej Polskiej „za wybitne zasługi w propagowaniu polskiej kultury”. W 2009 otrzymała nagrodę Kapituły Międzynarodowych Targów Poznańskich i Polska Izba Turystyczna za promocję Polski za granicą.